# François Fontaine (écrivain)
Pour les articles homonymes, voir François Fontaine.
François Fontaine (20 décembre 1917 - 23 mars 1996) est un fonctionnaire international et écrivain français.

## Biographie
Proche collaborateur de Jean Monnet à partir de 1945 au sein du Commissariat général du Plan, il assiste aux prémisses des institutions européennes. Au début des années 1970, au bureau de la Communauté économique européenne à Paris, il rédige la majeure partie des Mémoires de Jean Monnet, publiés aux éditions Fayard en 1976. La traduction anglaise par Richard Mayne est publiée aux éditions Doubleday en 1978.
Son fils Pascal (né en 1948), investi dans la rédaction des Mémoires, a aussi collaboré avec Jean Monnet dans le cadre de recherches historiques au début des années 1970. Il a rédigé sa propre biographie de Jean Monnet, publiée en 1988 sous le titre de L'Inspirateur, puis en 2013 dans une édition augmentée sous le titre de Jean Monnet, actualité d’un bâtisseur de l’Europe unie.

## Œuvres
La Nation Frein, Julliard,1956
La Démocratie en Vacances, Julliard, 1959
La Littérature à l'Encan, Robert Laffont, 1968
L'Usurpation, ou le Roman de Marc Aurèle, Fayard, 1979
Mourir à Sélinonte, Julliard, 1984
Douze Autres Césars, Julliard, 1985
D'Or et de Bronze, Julliard, 1986
Blandine de Lyon, Julliard, 1987
Le Sang des Césars, Éditions de Fallois, 1989
L'Enfance à Barbezieux, Éditions de Fallois, 1996

## Archives
Les archives personnelles de François Fontaine ont été remises à la Fondation Jean Monnet pour l'Europe. Elles concernent tous les domaines d'activité de Fontaine.
Fonds François Fontaine (1903-1996) [papier et photographies ; 3.16 mètres linéaires d'archives].  Cote : CH-002032-0 AFF. Lausanne : Fondation Jean-Monnet pour l'Europe (présentation en ligne).